# شهر البرت، جامایکا
شهر البرت، جامایکا (به لاتین: Albert Town, Jamaica) یک منطقهٔ مسکونی در جامائیکا است که در Trelawny Parish واقع شده‌است.

## خصوصیات
شهر البرت ۳٬۳۸۹ نفر جمعیت دارد.